# Karel Felix van Sardinië
Karel Felix Jozef Maria (Turijn, 6 april 1765 – aldaar, 27 april 1831) was van 1821 tot 1831 koning van Sardinië. Hij was het elfde kind en de vijfde zoon van Victor Amadeus III en diens vrouw Maria Antonia van Bourbon, dochter van Filips V van Spanje.
Op 6 april 1807 huwde hij Maria Christina Amalia Theresia van Bourbon-Sicilië (1779-1849), dochter van Ferdinand IV van Napels.
Hij was van 1799 tot 1806 en van 1817 tot 1821 stadhouder van Sardinië. In deze periode drukte hij met succes roversbendes de kop in, maar werd wel geconfronteerd met hongersnood. Hij kwam op de troon toen op 21 maart 1821 zijn oudere broer Victor Emanuel I troonsafstand deed, daar diens koningschap in verband met een opstand van de Carbonari onhoudbaar was geworden. Aangezien Karel Felix zich op dat moment in Modena bevond, benoemde Victor Emanuel voorlopig zijn neef Karel Albert tot regent. Deze deed concessies aan de opstandelingen en stelde de zeer liberale Spaanse grondwet in.
De conservatieve Karel Felix stelde deze echter weer buiten werking en trok met een Oostenrijks leger Sardinië binnen. Een kleine troepenmacht die voor de nieuwe grondwet vocht, werd op 8 april bij Novara verslagen. Alle personen die in welke mate dan ook bij de opstand betrokken waren, werden voor het gerecht gesleept en veroordeeld.
Karel Felix regeerde op zeer conservatieve wijze. Zo werd in 1825 in een koninklijk edict bepaald dat het leren lezen en schrijven was voorbehouden aan mensen die 1500 lire konden neertellen.
Hij overleed op 27 april 1831 kinderloos en daarmee stierf de hoofdtak van het Huis Savoye in mannelijke lijn uit. Daarom volgde Karel Albert, uit de zijlinie Savoye-Carignan, hem op als koning.

## Voorouders
| Overgrootouders | Victor Amadeus II van Sardinië (1666–1732) ∞ Anne Marie van Orléans (1669–1728)                    | Victor Amadeus II van Sardinië (1666–1732) ∞ Anne Marie van Orléans (1669–1728)                    | Ernst Leopold van Hessen-Rheinfels-Rotenburg (1684-1749) ∞ Eleonora Maria van Löwenstein-Wertheim-Rochefort (1686-1753) | Ernst Leopold van Hessen-Rheinfels-Rotenburg (1684-1749) ∞ Eleonora Maria van Löwenstein-Wertheim-Rochefort (1686-1753) | Lodewijk van Frankrijk (1661-1711) ∞ 1680 Maria Anna Victoria van Beieren (1660-1690) | Lodewijk van Frankrijk (1661-1711) ∞ 1680 Maria Anna Victoria van Beieren (1660-1690) | Odoardo Farnese (1666-1693) ∞ 1690 Dorothea Sophia van Palts-Neuburg (1670-1748)    | Odoardo Farnese (1666-1693) ∞ 1690 Dorothea Sophia van Palts-Neuburg (1670-1748)    | Odoardo Farnese (1666-1693) ∞ 1690 Dorothea Sophia van Palts-Neuburg (1670-1748) | Odoardo Farnese (1666-1693) ∞ 1690 Dorothea Sophia van Palts-Neuburg (1670-1748) |
| Grootouders     | Karel Emanuel III van Sardinië (1701–1773) ∞ Polyxena van Hessen-Rheinfels-Rotenburg (1706 – 1735) | Karel Emanuel III van Sardinië (1701–1773) ∞ Polyxena van Hessen-Rheinfels-Rotenburg (1706 – 1735) | Karel Emanuel III van Sardinië (1701–1773) ∞ Polyxena van Hessen-Rheinfels-Rotenburg (1706 – 1735)                      | Karel Emanuel III van Sardinië (1701–1773) ∞ Polyxena van Hessen-Rheinfels-Rotenburg (1706 – 1735)                      | Filips V van Spanje (1683-1746) ∞ 1714 Elisabetta Farnese (1692-1766)                 | Filips V van Spanje (1683-1746) ∞ 1714 Elisabetta Farnese (1692-1766)                 | Filips V van Spanje (1683-1746) ∞ 1714 Elisabetta Farnese (1692-1766)               | Filips V van Spanje (1683-1746) ∞ 1714 Elisabetta Farnese (1692-1766)               |                                                                                  |                                                                                  |
| Ouders          | Victor Amadeus III van Sardinië (1726–1796) ∞ Maria Antonia van Bourbon (1729-1785)                | Victor Amadeus III van Sardinië (1726–1796) ∞ Maria Antonia van Bourbon (1729-1785)                | Victor Amadeus III van Sardinië (1726–1796) ∞ Maria Antonia van Bourbon (1729-1785)                                     | Victor Amadeus III van Sardinië (1726–1796) ∞ Maria Antonia van Bourbon (1729-1785)                                     | Victor Amadeus III van Sardinië (1726–1796) ∞ Maria Antonia van Bourbon (1729-1785)   | Victor Amadeus III van Sardinië (1726–1796) ∞ Maria Antonia van Bourbon (1729-1785)   | Victor Amadeus III van Sardinië (1726–1796) ∞ Maria Antonia van Bourbon (1729-1785) | Victor Amadeus III van Sardinië (1726–1796) ∞ Maria Antonia van Bourbon (1729-1785) |                                                                                  |                                                                                  |